# Coupe de Belgique masculine de handball 1989-1990
Navigation
Édition précédente Édition suivante
La Coupe de Belgique masculine de handball de 1989-1990 fut la 26e édition de cette compétition organisée par l'Union royale belge de handball (URBH).
La finale se joua à Overpelt le 20 mai 1990. 
Elle opposa l'Initia HC Hasselt, affilié à la VHV à la formation de l'Union beynoise, affilié à la LFH.
Ce fut l'Initia HC Hasselt qui remporta la Coupe de Belgique pour la deuxième fois de son histoire.

## Phase finale

### Huitièmes de finale
- : Tenant du titre

| Club                                                                                    | Résultat | Club | Lieu |
| --------------------------------------------------------------------------------------- | -------- | ---- | ---- |
| résultat et adversaire inconnu, Union beynoise vainqueur, car en quarts de finale.      |          |      |      |
| résultat et adversaire inconnu, HC Herstal vainqueur, car en quarts de finale.          |          |      |      |
| résultat et adversaire inconnu, RPSM vainqueur, car en quarts de finale.                |          |      |      |
| résultat et adversaire inconnu, Olse Merksem HC vainqueur, car en quarts de finale.     |          |      |      |
| résultat et adversaire inconnu, KV Sasja HC Hoboken vainqueur, car en quarts de finale. |          |      |      |
| résultat et adversaire inconnu, Sporting Neerpelt vainqueur, car en quarts de finale.   |          |      |      |
| résultat et adversaire inconnu, Initia HC Hasselt vainqueur, car en quarts de finale.   |          |      |      |
| résultat et adversaire inconnu, Sporta Evere vainqueur, car en quarts de finale.        |          |      |      |

### Quarts de finale
- : Tenant du titre

| Club                | Résultat | Club              | Lieu          |
| ------------------- | -------- | ----------------- | ------------- |
| Union beynoise      | 15-12    | HC Herstal        | Beyne-Heusay  |
| RPSM                | 19-22    | Olse Merksem HC   | Saint-Nicolas |
| KV Sasja HC Hoboken | 20-21    | Sporting Neerpelt | Anvers        |
| Initia HC Hasselt   | 24-15    | Sporta Evere      | Hasselt       |

### Demi-finales
- : Tenant du titre

| Club              | Résultat | Club            | Lieu     |
| ----------------- | -------- | --------------- | -------- |
| Sporting Neerpelt | 25-26    | Union beynoise  | Neerpelt |
| Initia HC Hasselt | 19-16    | Olse Merksem HC | Hasselt  |

### Finale
| 20 mai 1990 | Initia HC Hasselt                  | 22 - 22 (tab)    | Union beynoise | Overpelt Arbitrage : André Praillet, Marcel Agnarelli |
| 20 mai 1990 | Cezar Drăgăniţă 9                  | (13-10, 28 - 28) | Edo Delic 10   | Overpelt Arbitrage : André Praillet, Marcel Agnarelli |
| 20 mai 1990 | Prol. : 4 - 4, 2 - 2 ; Tab : 5 - 4 |                  |                | Overpelt Arbitrage : André Praillet, Marcel Agnarelli |
| 20 mai 1990 | Rapport (archives lesoir.be)       |                  |                | Overpelt Arbitrage : André Praillet, Marcel Agnarelli |

* l'Union beynoise déposa une plainte auprès de la CEP (Comité exécutif paritaire), car selon le règlement de LFH (Ligue Francophone de handball) qui stipule qu'une seule prolongation de dix minutes doit être disputée et qu'en cas de nouvelle égalité on passe aussitôt aux jets de 7 m, or il y a eu deux prolongations.
Cependant selon le règlement de la VHV (Vlaamse Handbal Vereniging), si lors de la première prolongations le score reste toujours à égalité, il faut rejouer une prolongation d'encore dix minutes, avant d'éventuellement passer aux pénaltys.
En fait, le règlement de la VHV avait été mal traduit en français et bien qu'il fallût attendre un certain temps avant de connaitre la décision qui fut de ne pas rejouer la rencontre et que l'Initia HC Hasselt garda finalement son trophée.

## Vainqueur
| Coupe de Belgique de handball 1989-1990 Initia HC Hasselt 2e titre |